# کریم‌آباد اسکندری
کرم‌آباداسکندری، روستایی از توابع بخش ششده و قره‌بلاغ شهرستان فسا در استان فارس ایران است.
== جمعیت ==۲۱۰نفر ۲۱نفر به صورت  سکونت غیر دائم 
این روستا در دهستان ششده قرار دارد و براساس سرشماری مرکز آمار ایران در سال ۱۳۸۵، جمعیت آن ۱۶۰ نفر (۳۵خانوار) بوده‌است.
== منابع == کشاورزی و دامداری که متاسفانه به دلیل خشکسالی اکثرا بیکار و به کارگری مشغول هستند 
- «نتایج سرشماری عمومی نفوس و مسکن ۱۳۸۵». درگاه ملی آمار ایران. بایگانی‌شده از اصلی در ۱ ژانویه ۲۰۱۳. دریافت‌شده در ۱ ژانویه ۲۰۱۳.